# Cheilodactylus plessisi
Cheilodactylus plessisi är en fiskart som beskrevs av Randall, 1983. Cheilodactylus plessisi ingår i släktet Cheilodactylus och familjen Cheilodactylidae. Inga underarter finns listade i Catalogue of Life.